# Moulidars
Moulidars är en kommun i departementet Charente i regionen Nouvelle-Aquitaine i västra Frankrike. Kommunen ligger  i kantonen Hiersac som ligger i arrondissementet Angoulême. År 2022 hade Moulidars 664 invånare.

## Befolkningsutveckling
Antalet invånare i kommunen Moulidars
Referens:INSEE